# Qaraağacı
Qaraağacı (armeniska: Karaahajy, Կարաահաջի, Karaaghaj, Կարաաղաջ) är en ort i Azerbajdzjan.   Den ligger i distriktet Tərtər Rayonu, i den centrala delen av landet, 250 km väster om huvudstaden Baku. Qaraağacı ligger 170 meter över havet och antalet invånare är 1 302.
Terrängen runt Qaraağacı är lite kuperad, och sluttar brant österut. Närmaste större samhälle är Terter, 6,9 km nordväst om Qaraağacı.
Trakten runt Qaraağacı består till största delen av jordbruksmark. Runt Qaraağacı är det ganska tätbefolkat, med 149 invånare per kvadratkilometer.